# لويس كولز هاريسون
لويس كولز هاريسون (بالإنجليزية: Lois Cowles Harrison)‏ هي ناشِطة أمريكية، ولدت في 23 يونيو 1934 في دي موين في الولايات المتحدة، وتوفيت في 6 يونيو 2013.